# Muruntov

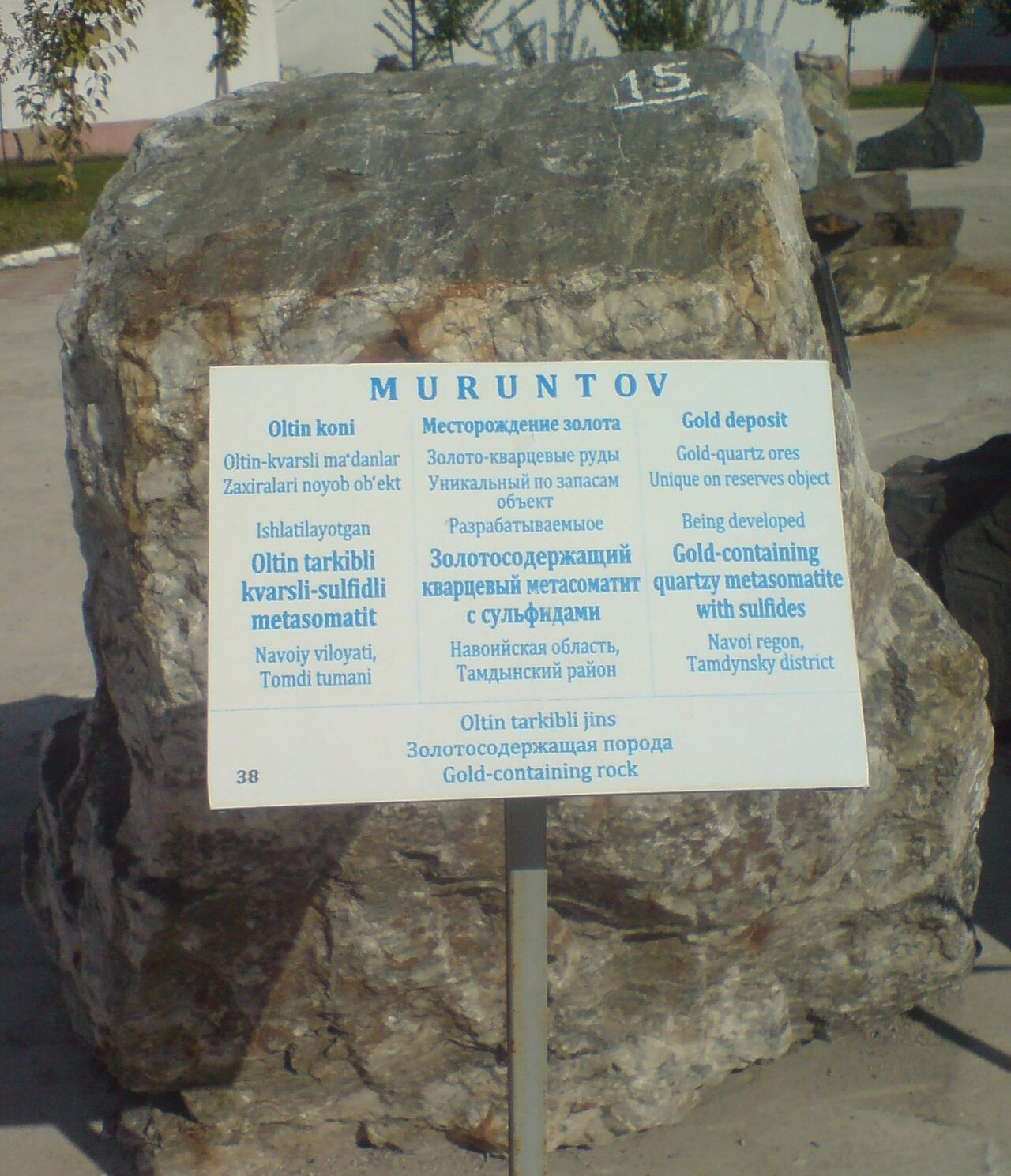
Skała złotonośna (złotonośny metasomatyt kwarcowy z siarczkami). Eksponat z Geologicznego Muzeum Uzbekistanu

Muruntov (ros. Мурунтау, Muruntau) – jedno z największych na świecie złóż złota, znajdujące się w górach Muruntov w Uzbekistanie, w południowo-zachodniej części pustyni Kyzył-kum, na wschód od miasta Zarafshon w wilajecie nawojskim. 
Jest głównym złożem Zarafszańskiego Kompleksu Wydobycia Złota i zajmuje pierwsze miejsce na świecie pod względem wydobycia złota (po przedsiębiorstwie Grasberg w Indonezji). w celu wydobycia złoża utworzono największy na świecie krater o długości 3,5 km, szerokości 2,7 km, głębokości  430 m).
Złoże otwarto w 1958 roku, przemysłowe wydobycie metalu rozpoczęto 21 lipca 1969 roku. Przetwarzanie surowca przeprowadza Nawojski Kombinat Metalurgiczny. W 2001 roku wielkość produkcji wyniosła 53 ton rocznie i 61 ton w 2014 roku. Według stanu na 2007 rok pozostałe rezerwy złota oceniano w 1750 ton.
Przy kopalni powstało osiedle robotnicze Muruntov.

## Literatura
- Мурунтов олтин кони — Narodowa encyklopedia Uzbekistanu Taszkent 2000-2005
- Wydobycie złota na świecie - Top 20